# 101 مرقش 2
101 مرقش 2 (بالإنجليزية: 101 Dalmatians II) واسم النسخة الإنجليزية هو 101 مرقش 2: مغامرة باتش في لندن (بالإنجليزية: 101 Dalmatians II: Patch's London Adventure) هو فيلم فيديو رسوم متحركة أمريكي من ديزني تم إنتاجه في سنة 2003، وهو الجزء الثاني لفيلم مئة مرقش ومرقش، الفيلم من تأليف وإخراج جيم كاميرود ومن أصوات بوبي لوكوود وباري بوستويك وسامويل ويست وكاث سوسي وسوزان بلايكسلي وجيف بينيت وموريس لامارش وجيسون الكسندر ومارتن شورت.

## القصة
قصة الفيلم تتكلم عن الكلب باتش أحد كلاب ال101 المرقشة، يتم التنمر عليه من قبل أشقائه بسبب صوته، يشاهد فيلم في التلفاز عن الكلب ثندربولت وألذي يحلم فيما بعد أن يصبح مثله، عند انتقال افراد عائلته من لندن إلى مزرعة في الريف يتم نسيانه، فيما تقوم المجنونة كرولا ديفيل بخطف أشقائه ليحاول فيما بعد هو وثندربولت انقاذهم.

## البطولة
- بوبي لوكوود بدور باتش
- باري بوستويك بدور ثندربولت
- سوزان بلايكسلي بدور كرو دي فيل
- جيف بينيت بدور جاسبر بادون
- موريس لامارش بدور هوراس بادون
- جيسون الكسندر بدور ليل
- مارتن شورت بدور لارس
- كاث سوسي بدور بيرديتا
- سامويل ويست بدور بونغو
- تيم بينتيك بدور روجر رادكليف
- جودي بينسون بدور أنيتا رادكليف
- ماري ماكليود بدور الجدة
- بين تيبر بدور لوكي
- إيلي روسل بدور لينيتز
- كاشا كوربنسكي بدور بيني
- كاثرين بيمون بدور كريستال
- مايكل ليرنر بدور المنتج
- جيم كامينجز بدور داوسون القذر

## التقييم
حصل الفيلم على تقييم 67% في موقع الطماطم الفاسدة من 6 مراجعات فقط.

## روابط خارجية
- 101 مرقش 2 على موقع IMDb (الإنجليزية)
- 101 مرقش 2 على موقع روتن توميتوز (الإنجليزية)
- 101 مرقش 2 على موقع نتفليكس (الإنجليزية)
- 101 مرقش 2 على موقع ألو سيني (الفرنسية)
- 101 مرقش 2 على موقع أول موفي (الإنجليزية)
- 101 مرقش 2 على موقع فيلمافينيتي (الإسبانية)
- 101 مرقش 2 على موقع قاعدة بيانات الأفلام السويدية (السويدية)
- 101 مرقش 2 على موقع قاعدة بيانات الفيلم (الإنجليزية)
- 101 مرقش 2 على موقع ليتربوكسد (الإنجليزية)
- 101 مرقش 2 على موقع كينوبويسك (الروسية)